# Kalynivka
Kalynivka (tiếng Ukraina: Калинівка) là một thành phố của Ukraina. Thành phố này thuộc tỉnh Vinnytsia. Thành phố này có diện tích ? km², dân số theo điều tra dân số năm 2001 là 20.061 người.